# Типтон, Альберт
Альберт Типтон (англ. Albert Tipton; 16 марта 1917 — 5 октября 1997) — американский флейтист, музыкальный педагог и дирижёр. В 1966 году журнал «Time» включил его в список 30 лучших флейтистов Европы и США. Типтон получил музыкальное образование в Кёртисовском институте музыки в Филадельфии. Его педагогом был Уильям Кинкейд. С 1937 по 1939 год Типтон был солистом Национального симфонического оркестра, а также играл первую флейту в Американском национальном молодёжном оркестре под управлением Леопольда Стоковского в 1939 году. В 1940 году он занял место второго флейтиста в Филадельфийском оркестре (в то время как первую флейту играл его бывший учитель Уильям Кинкейд), в 1946 году стал солистом Сент-Луисского симфонического оркестра. В 1956 году Альберт Типтон переехал в Детройт, где до 1968 года исполнял обязанности солиста Детройтского симфонического оркестра. В 1968 году он перестал играть в оркестре и посвятил себя педагогической карьере. До 1975 года он преподавал в университет штата Флорида, с 1975 по 1990 год — в университете Райса в Хьюстоне. Помимо оркестрового исполнительства и преподавания, Альберт Типтон руководил собственным камерным оркестром, играл в составе трио своего имени, а также выступал сольно со своей женой пианисткой Мэри Норрис.